# Корейская народная армия
Коре́йская наро́дная а́рмия (кор. 조선인민군, Чосон инмингун, КНА) — вооружённые силы Корейской Народно-Демократической Республики. 
В состав КНА входят: органы военного управления, сухопутные войска, военно-воздушные и противовоздушные силы, военно-морские силы, с 2012 года — стратегические ракетные войска, а также с 2017 года — специальные тактические войска. Регулярная армия КНДР насчитывает около 1 миллиона человек, общая численность кадровых военнослужащих в армии составляет, по разным оценкам, от 850 000 до 1 200 000 человек. В резерве насчитывается около 4 000 000 человек. Мобилизационный резерв 4,7 миллиона человек, мобилизационные ресурсы 6,2 миллиона человек, а годные к воинской службе 3,7 миллиона человек. При этом значительная часть выполняет небоевые задачи (строительные войска). Призыв с 17 лет, срочная служба в корейской народной армии длится 10 лет для мужчин и 5 лет для женщин (КНДР является одной из немногих стран, в которых женщины проходят срочную службу наравне с мужчинами).
Подавляющая часть войск расположена в районе Демилитаризованной зоны на границе с Южной Кореей. Поскольку после окончания Корейской войны в 1953 году страна находилась в состоянии временного перемирия, вооружённые силы находятся в постоянной боевой готовности, периодически проводя различного рода мелкие операции против противников КНДР. Однако в марте 2013 года Верховный Главнокомандующий Корейской народной армии Ким Чен Ын заявил, что разорвал все соглашения о ненападении, заключённые с Южной Кореей, а также аннулировал договор о денуклеаризации полуострова из-за нарастающего конфликта с Южной Кореей и США.

## История
В КНДР историю существования Корейской народной армии отсчитывают от образования Антияпонской народной партизанской армии (АНПА), созданной 25 апреля 1932 года на базе партизанских отрядов корейских коммунистов, боровшихся против японских оккупантов на территории Маньчжурии, где проживало более 1 млн корейцев, и в северных районах Кореи.
Согласно советской историографии, в 1934 году АНПА была преобразована в Корейскую народно-революционную армию (КНРА) и во взаимодействии с китайскими народно-революционными силами провела на северо-востоке Китая ряд операций против японских оккупантов. Одним из командиров КНРА, согласно северокорейской историографии, был Ким Ир Сен. В КНДР заявляют, что в 1945 году она участвовала совместно с войсками Советской армии в боях против «империалистической Японии».
Историк А. Ланьков отрицает само существование КНРА, относя всю деятельность антияпонских партизан в Маньчжурии в период 1932—1941 годов на счёт Антияпонской народной партизанской армии.
С другой стороны, в 1939 году в Яньани, Китай, был сформирован Корпус корейских добровольцев под командованием Ким Му Чжона и Ким Ду Бона, имевший к 1945 году численность до 1000 штыков. После поражения Японии корпус объединился с частями китайских коммунистов в Маньчжурии и к сентябрю 1945 года пополнил свою численность до 2500 человек (за счёт корейцев Маньчжурии и северной Кореи. Однако предпринятая в октябре 1945 года попытка организованного прохода корпуса в Корею была негативно встречена советскими властями.
В начале 1946 года Временный народный комитет Северной Кореи стал создавать первые регулярные воинские части. Первые части комплектовались на основе принципа добровольности. В середине 1946 года была сформирована одна пехотная бригада и две школы по подготовке командного и политического состава для армии.
В 1947—1949 годах окончательно сформировалась Корейская народная армия. Были дополнительно сформированы пехотная дивизия, отдельная танковая бригада, отдельные артиллерийский, зенитно-артиллерийский и инженерный полки, полк связи; началось формирование ВВС и ВМС. В состав КНА были включены 5-я и 6-я корейские пехотные дивизии, которые в составе Народно-освободительной армии Китая участвовали в Гражданской войне в Китае.
В первой половине 1950 года в связи с напряжённостью в отношениях с Южной Кореей было закончено переформирование армии КНДР. Общая её численность вместе с войсками Министерства внутренних дел к началу войны составила 188 тыс. человек:
- Сухопутные войска (численностью в 175 тыс. человек) имели в своём составе 10 пехотных дивизий (1, 2, 3, 4, 5, 6, 10, 12, 13, 15-я), из них 4 (1-я, 10-я, 13-я, 14-я) в стадии формирования, 105-ю танковую бригаду, 1 мотоциклетный полк и другие подразделения. На вооружении сухопутных войск находились 258 танков и 1600 орудий и миномётов[16].
- ВВС (2829 чел.) состояли из одной авиадивизии и 239 самолётов (93 штурмовика Ил-10, 79 истребителей Як-9, 67 специальных самолёта).
- ВМФ (10 307 чел.) имели в своём составе 4 дивизиона кораблей.

Руководство вооружёнными силами осуществлялось Министерством обороны через Генеральный штаб и командующих видами вооружённых сил и родов войск.
25 июня 1950 года КНА вторглась в Южную Корею. В ходе Корейской войны (1950—1953) КНА превратилась в кадровую армию. 481 воину было присвоено звание Героя КНДР, свыше 718 тыс. человек было награждено орденами и медалями. Потери в ходе войны составили более полумиллиона человек. 8 февраля долгое время отмечался в КНДР как день КНА.
В июле 1987 года правительство КНДР выдвинуло предложение о поэтапном сокращении общей численности войск на севере и юге Корейского полуострова и сообщило о намерении в одностороннем порядке сократить численность вооружённых сил на 100 тыс. человек до конца 1987 года. 14 декабря 1987 года КНДР завершила сокращение численности своих вооружённых сил на 100 тыс. человек, однако США и Южная Корея не стали сокращать свои войска.
В октябре 2024 года началась отправка контингента северокорейских войск в размере 11-12 тыс. солдат в зону боевых действий в Курской области, тем самым участвуя в российском вторжении на Украину. 26 апреля 2025 года начальник Генерального штаба ВС РФ Валерий Герасимов и МИД РФ впервые официально признали участие северокорейских войск в боях в Курской области.

## Организационная структура
В соответствии с Конституцией КНДР 1972 года, руководство Народными вооружёнными силами (НВС) осуществляет Комитет обороны Корейской Народно-Демократической Республики (ГКО); Председатель ГКО — Верховный Главнокомандующий (с 2011 года — маршал Ким Чен Ын), заместители председателя — генерал армии О Гык Рёль и вице-маршал Ким Ён Чун и Ри Ён Му. Председатель Государственного Комитета Обороны КНДР командует и руководит всеми Вооружёнными Силами, ведает обороной страны в целом. ГКО уполномочен объявлять в стране военное положение, издавать приказ о мобилизации. Срок полномочий ГКО равен сроку полномочий Верховного народного собрания. В подчинении у ГКО находится Министерство народных вооружённых сил (22 января 2020 года назначен новый министр народных вооружённых сил КНДР Ким Чжон Гван, ранее занимавший пост заместителя главы оборонного ведомства республики), в состав которого входят Политический отдел, Операционный отдел и Отдел тыловых служб. Также Комитету подчинено Министерство народной безопасности, Министерство охраны государственной безопасности и резервные компоненты вооружённых сил.
Генеральный штаб (начальник Генштаба — генерал Хён Ён Чхоль, с июля 2012 года), действующий в качестве консультативного комитета при Министерстве НВС, и штабы ВВС и ВМФ осуществляют непосредственное руководство НВС, решает задачи оперативного управления и боевой готовности.
В состав НВС входит:
- Корейская народная армия (около 1 млн чел. — регулярная армия + около 4 млн резервистов):
  - Сухопутные войска;
  - Военно-воздушные силы;
  - Военно-морские силы;
  - Ракетные войска стратегического назначения;
  - Силы специальных операций;
- Войска Министерства общественной безопасности (15 тыс. чел.)
- Войска Министерства охраны госбезопасности (20 тыс. чел.);
- Рабоче-крестьянская Красная гвардия (РККГ, от 1,4 до 3,8 млн чел.);
- Молодёжная красная гвардия (МКГ, от 0,7 до 1 млн чел.)
- учебные отряды (50 тыс. чел.);
- народные охранные отряды (100 тыс. чел.).

В КНДР действует обязательная воинская повинность как для мужчин, так и для женщин, призыву подвергаются граждане по достижении 17 лет. Мобилизационный резерв — 4,7 млн человек, мобилизационные ресурсы — 6,2 млн человек, в том числе годных к воинской службе — 3,7 млн человек. Срок службы составляет десять лет для мужчин и три года для женщин.

## Состав

### Сухопутные войска
Численность сухопутных войск на 2012 год составляет порядка 1 020 000 человек. Период срочной службы в сухопутных войсках — 5—12 лет.
В боевом составе сухопутных войск насчитывается 20 корпусов (12 пехотных, 4 механизированных, бронетанковый, 2 артиллерийских, обороны столицы), 27 пехотных дивизий, 15 танковых и 14 механизированных бригад, бригада оперативно-тактических ракет, 21 артиллерийская бригада, 9 бригад ракетных систем залпового огня, ракетный полк тактических ракет. На вооружении состоит: около 3500 средних и основных боевых танков и свыше 560 лёгких танков, более 2500 бронетранспортёров, более 10400 артиллерийских орудий (в том числе 3500 буксируемых и 4400 самоходных), свыше 7500 миномётов, более 2500 РСЗО, около 2000 установок ПТУР, 34 установок тактических ракет, 30 установок оперативно-тактических ракет, 11 000 зенитных артустановок (из них на стационарных позициях около 3000), около 10000 ПЗРК. У КНДР вдоль границы с РК сосредоточено 8 тысяч артиллерийских орудий и реактивных систем залпового огня, причём Сеул находится в зоне досягаемости не менее половины северокорейских «стволов».

### Военно-воздушные силы
По состоянию на 1996 год, ВВС КНДР состояли из шести авиадивизий (трёх боевых, двух военно-транспортных и одной учебно-тренировочной), находившихся в прямом подчинении Национального авиационного командования.
Персонал ВВС и ПВО КНДР составляет около 110 000 (2008, 2012). Срок службы призывника в войсках ВВС и ПВО составляет 3—4 года.
По состоянию на 2007 год, на вооружении ВВС КНДР состояло порядка 1100 самолётов и вертолётов, таким образом, военная авиация КНДР является одной из наиболее многочисленных в мире. Большая часть из них — это модернизированные советские и китайские машины устаревших моделей, однако имеются и современные образцы.
В составе ВВС находится около 590 боевых самолётов. Основу их парка составляют МиГ-17/J-5 (107), МиГ-19/J-6 (159), МиГ-21/J-7 (159). В войсках имеются также Су-25 (34) и МиГ-29 (20). Имеется порядка 300 транспортных самолётов разных марок.
Среди вертолётов имеется: 24 — Ми-24, 80 — «Хьюз-500 Д», 48 — Z-5, 15 — Ми-8/-17, 139 — Ми-2.
Мощная система ПВО насчитывает более 9000 зенитных артсистем: от лёгких зенитно-пулемётных установок до самых мощных в мире 100-мм зенитных орудий, а также самоходные зенитные установки ЗСУ-57 и ЗСУ-23-4 «Шилка». Серьёзным недостатком северокорейской ПВО является фактическое отсутствие более или менее современных зенитных ракетных комплексов. Имеется несколько тысяч пусковых установок зенитных ракет — от стационарных комплексов С-75 (180 ПУ, установлены вокруг столицы), С-125 (140; способны сбивать низколетящие цели), С-200 (от 2 до 40) и мобильных «Куб» и «Стрела-10» до переносных установок — но всё это устаревшие зенитные системы.

### Военно-морские силы
В состав Военно-морских сил КНДР входят два флота: Восточный флот, действующий в Японском море (главная база — Йохори), и Западный флот, действующий в Корейском заливе и Жёлтом море (главная база — Нампхо). В основном, флот предназначен для решения боевых задач в 50-км прибрежной зоне.
По состоянию на 2008 год, численность ВМФ КНДР составляла 46 000 человек, на 2012 год 60 000. Срок службы по призыву 5-10 лет.
На вооружении ВМФ состоит около 650 судов, суммарным водоизмещением 107 тыс. тонн. В их состав входят 5 корветов УРО, 18 малых противолодочных кораблей, 40 ракетных, 134 торпедных и 108 артиллерийских катеров, 203 десантных катера, более 100 подводных лодок (из них 22 — дизельные подводные лодки проекта 633, 29 — малые подводные лодки типа «Сан-О»). На вооружении находятся противокорабельные ракеты типа П-15 «Термит» (SS-N-2 Styx).
Береговая оборона: 2 полка пусковых установок противокорабельных ракет «Силкуорм» и C-2 «Сопка» (всего 52 комплекса), 122-, 130- и 152-мм орудия (288 единиц).

### Ракетные войска стратегического назначения
31 декабря 2017 года лидер КНДР Ким Чен Ын в эфире Центрального телевидения страны заявил о завершении создания национальных ядерных сил.
Ракетное вооружение РВСН КНДР:
1. Баллистическая тактическая ракета малой дальности «Хвасон-11», или «Токса» («Hwasong-11», «Toksa», KN-02 по коду НАТО). Одноступенчатая твердотопливная ракета, на вооружении с 2007 года[33]. КНДР освоила производство аналога ракетной системы Точка-У в 2005, дальность 100—120 км[34]. Размещается на мобильной СПУ на базе шасси трёхосного автомобиля повышенной проходимости.
2. Баллистическая тактическая ракета малой дальности «Хвасон-5» («Hwasong-5», KN-03 по коду НАТО). Дальность 320 км, на вооружении с 1985 года, собственная разработка КНДР. Размещается на мобильной четырёхосной СПУ.
3. Баллистическая тактическая ракета малой дальности «Хвасон-6» («Hwasong-6», KN-04 по коду НАТО). Дальность 700 км, собственная разработка КНДР, принята на вооружении в 1990, 300—600 штук на вооружении. Размещается на мобильной четырёхосной СПУ[35].
4. Баллистическая ракета средней дальности «Хвасон-7» («Hwasong-7», «No-dong-А» или «Rodong-1», KN-06 по коду НАТО). На вооружении с 1997 года, дальность 1000—1300 км. Размещается на мобильной 5-осной СПУ[33].
5. Баллистическая ракета средней дальности «Но-Донг-2» («No-dong-B», KN-07 по коду НАТО). На вооружении с 2004 года, дальность до 2000 км. Размещается на мобильной 6-осной СПУ[36].
6. Баллистическая ракета средней дальности «Хвасон-10» (BM-25 «Musudan», KN-09 по коду НАТО). Дальность 2500-4000 км, на вооружении с 2009 года предположительно до 200 ракет. Размещается на мобильной шестиосной СПУ[37].
7. Межконтинентальная баллистическая ракета «Хвасон-13» («Hwasong-13», KN-08 по коду НАТО). Была показана на военном параде в Пхеньяне 15 мая 2012 года в количестве 6 единиц. Дальность 5500-7500 км. Размещается на мобильной восьмиосной СПУ[38].

## Ядерная программа
Предположительно с начала 1990-х годов в КНДР приступили к разработке ядерных вооружений.
22 февраля 1990 года председатель КГБ СССР Владимир Крючков в докладной записке в ЦК КПСС «К вопросу о создании атомного оружия в КНДР» писал: 
В КНДР продолжаются научные и опытно-конструкторские работы по созданию атомного оружия. Северокорейские руководители, в частности Ким Чен Ир, лично контролирующие указанные исследования, стремятся достигнуть военного превосходства над Южной Кореей, а также преследуют престижную цель войти в число государств, обладающих таким оружием. В центре ядерных исследований КНДР, расположенном в г. Ёнбен провинции Пхенанпукто, завершена разработка первого атомного взрывного устройства. Его испытание в настоящее время не планируется в интересах сокрытия от мировой общественности и контролирующих международных организаций самого факта производства в КНДР атомного оружия".
 Считается, что были переработаны 8000 облучённых урановых топливных стержней, что позволило получить от 45 до 50 кг оружейного плутония. Из полученного плутония возможно производство от 5 до 10 ядерных зарядов.

Известный американский ядерный специалист Зигфрид Хеккер по результатам поездки по исследовательским ядерным центрам КНДР в ноябре 2010 года заявил, что им были получены сведения о завершении строительства в КНДР в недалеко от г. Ёнбен (Yongbyon Nuclear Scientific Research Center) обогатительного завода по производству обогащённого урана с ориентировочно 2000 газовыми центрифугами типа пакистанских P-2. Возможности этого завода по производству высокообогащённого оружейного урана составляют до 60 кг/год.
По оценкам экспертов, после третьего успешного испытания ядерного боевого заряда мощностью 6-10 килотонн в 2013 году, предположительно у КНДР имелось в распоряжении от 12 до 15 ядерных зарядов и различные ракетные носители к ним.
6 января 2016 года были проведены четвёртые по счёту ядерные испытания, как заявлено северокорейскими официальными представителями, уменьшенной по мощности версии водородной бомбы, которые моментально вызвали общественный резонанс. Большое количество стран выступило против ядерных испытаний в Совете Безопасности ООН.
9 сентября 2016 года КНДР провела пятое ядерное испытание. Лидер КНДР Ким Чен Ын потребовал прекращения полномасштабных ежегодных учений, которые проводят Сеул и Вашингтон у берегов КНДР и ликвидации военной базы США в Южной Корее.

## Военная доктрина
В основе военной доктрины лежат элементы советской военной доктрины, тактика китайской лёгкой пехоты и опыт, полученный в ходе Корейской войны 1950—1953 годов. Основные принципы доктрины:
- Полное уничтожение противника на занимаемых позициях. Нельзя позволять ему отступать и перегруппировывать силы.
- Внезапная атака противника в неожиданный момент и неожиданном месте, использование ночного боя, применение сил специальных операций.
- Превосходящая огневая мощь
- Мобильность
- Неуязвимость тыла
- Проведение спецопераций и ведение партизанской войны в тылу противника
- Использование ВВС и ВМФ в координации с наземными войсками
- Эшелонированное использование войск В норме войска делятся на три эшелона: 2/3 в первом, около 1/3 во втором и 1/9 в третьем.
- Комбинированное использование войск, больших и малых, шаблонных и нешаблонных действий
- Грамотное использование материально-технических служб
- Использование рельефа местности
- Проведение детальной разведки войск и тылов противника[43].

Южнее линии Пхеньян — Вонсан дислоцируются более 60 % от общего числа соединений и частей сухопутных войск, более 40 % частей и соединений ВВС и ПВО. Самолёты ВВС базируются в основном на 30 из 70 аэродромов вокруг Пхеньяна. Около 60 % корабельного состава размещаются на передовых базах восточного и западного побережья. В южных провинциях, вдоль военно-демаркационной линии по 38 параллели, разделяющей КНДР и Республику Корея, протяжённостью 250 км оборудована оборона 4-х армейских корпусов. В полосе каждого корпуса прорыто по 5-6 туннелей протяжённостью несколько километров для связи тыловых районов корпусов с зоной демаркационной линии. Практически южные районы страны при выполнении национальной задачи по превращению территории страны в «неприступную крепость» представляют сплошную зону заграждений. Основу её составляют многочисленные подземные укрытия, укреплённые районы, районы обороны танковых башен, инженерные заграждения.
Противодесантную оборону восточного побережья КНДР осуществляют три армейских корпуса во взаимодействии с береговыми ракетно-артиллерийскими частями Восточного флота и боевым авиационным командованием ВВС и ПВО, частью сил корпуса Корейских пограничных войск, имея в оперативной глубине два механизированных корпуса.
Западное побережье в противодесантной обороне прикрывают 4 армейских корпуса во взаимодействии с береговыми ракетно-артиллерийскими частями Западного флота и двумя боевыми авиационными командованиями, а также с частью сил корпуса Корейских пограничных войск, имея в оперативной глубине танковый корпус. Зону Пхеньяна обороняет командование по обороне столицы.
Для частей и соединений, предназначенных для противодесантной обороны западного и восточного побережья, подготовлены оборудованные в инженерном отношении основные и запасные полковые и дивизионные районы обороны.
Несмотря на то, что китайское руководство, демонстрируя недовольство Пекина позицией КНДР в ядерном вопросе, в начале сентября 2003 года разместило вдоль границы с КНДР по фронту 1360 км пять дивизий общей численностью около 150 тысяч человек, на севере находятся только части корпуса Корейских пограничных войск, численностью до 30 тысяч человек.

## Военно-экономический потенциал КНДР
Военная промышленность КНДР позволяет обеспечить годовой объём производства 200000 единиц автоматического стрелкового оружия, 3000 тяжёлых орудий, 200 танков, 400 бронеавтомобилей и амфибий. В КНДР производятся собственные подводные лодки, скоростные ракетные катера и боевые корабли других типов. Собственное производство позволяет КНДР содержать многочисленные вооружённые силы при относительно низких военных тратах. Оборонная промышленность имеет три направления производства: производство оружия, обеспечение военных поставок и производство продукции двойного назначения.
В КНДР построено 17 заводов по производству огнестрельного оружия и артиллерии, 35 заводов по производству боеприпасов, 5 заводов по производству танков и бронемашин, 8 авиазаводов, 5 заводов по производству военных судов, 5 заводов по производству управляемых ракет, 5 заводов по производству средств связи, 8 заводов химического и биологического оружия. Помимо этого, многие гражданские заводы могут быть с минимальными затратами переоборудованы для производства продукции военного назначения. Свыше 180 оборонных предприятий построено под землёй в горных районах.
На текущий момент ВПК КНДР в целом удовлетворяет потребности Корейской народной армии в артиллерийско-стрелковом вооружении. Севернокорейские предприятия производят самоходные артиллерийские установки типа М-1975, М-1977, М-1978 «Коксан», М-1981, М-1985, М-1989 и М-1991, бронетранспортёры М-1973.
Налажен выпуск образцов танков: крупнейшего в мире плавающего танка М1985 (Тип-82), танка «Чхонмахо», созданного на базе советского Т-62, а также новейшего танка «Покпхунхо».
На территории КНДР производятся запасные части ко многим самолётам ВВС, включая МиГ-21, МиГ-23, МиГ-29, Су-25. Вблизи населённого пункта Токхён имеется крупнейший в КНДР авиационный завод, меньшее по размерам авиационное предприятие расположено в Чхонджине. Значительная часть судов ВМС построена на северокорейских верфях на основе советских и китайских проектов.
Бурно развивающаяся ракетная техника КНДР позволяет не только обеспечивать свою армию ракетами класса «земля-земля», но и экспортировать их в другие страны. Активно ведутся работы в области создания межконтинентальных баллистических ракет и атомных технологий.
В целом, несмотря на тяжёлое экономическое положение, КНДР способна производить большую часть необходимого для ведения боевых действий вооружения. Вместе с тем КНДР нуждается в поставках высокотехнологичной техники, запасных частей и узлов, а также технологий из-за рубежа, в частности из стран СНГ. Частично эта проблема решается закупкой техники в Китае.
Продукция ВПК КНДР экспортируется в ряд стран мира, преимущественно Африки и Ближнего Востока. Так, в 2008 году за границу было продано вооружений и военной техники на сумму около 100 млн долларов (преимущественно это были ракетные технологии, установки залпового огня и боевые корабли).
Северокорейский лидер Ким Чен Ын на 5-м пленуме ЦК ТПК 7-го созыва, прошедшем с 28 по 31 декабря 2019 года в Пхеньяне, объявил о том, что КНДР скоро представит новое стратегическое вооружение.

## Идеологическая работа
На рубеже XX—XXI веков в средствах массовой информации КНДР стали появляться упоминания о так называемых «идеях сонгун». Понятие сонгун переводят на русский язык словосочетанием «приоритет армии».
«Чосон инмингун» («Корейская Народная армия») — орган Министерства народных вооружённых сил КНДР.

## Воинские звания и знаки различия
На повседневно-выходной и парадной форме знаки различия носятся на погонах, на полевой — на петлицах. Случаи ношения полевой формы расширены по сравнению с современными европейскими армиями.
| Категория                       | Оригинал                | Перевод                            | Погон (армия) | Погон (авиация) | Погон (флот) | Петлица     | Петлица                      | Петлица      |
| ------------------------------- | ----------------------- | ---------------------------------- | ------------- | --------------- | ------------ | ----------- | ---------------------------- | ------------ |
| Маршалы 원수급 (元帥級)         | 대원수 (大元帥)         | Генералиссимус КНДР                |               |                 |              |             |                              |              |
| Маршалы 원수급 (元帥級)         | 공화국원수 (共和國元帥) | Маршал КНДР                        |               |                 |              |             |                              |              |
| Маршалы 원수급 (元帥級)         | 인민군원수 (人民軍元帥) | Маршал Корейской народной армии    |               |                 |              |             |                              |              |
| Маршалы 원수급 (元帥級)         | 차수 (次帥)             | Вице-маршал                        |               |                 |              |             |                              |              |
| Категория                       | Оригинал                | Звание                             | Погон (армия) | Погон (авиация) | Погон (МОБ)  | Погон (ДГБ) | Звание (флот)                | Погон (флот) |
| Генералы 장령급 (將領級)        | 대장 (大將)             | Генерал армии                      |               |                 |              |             | Адмирал флота                |              |
| Генералы 장령급 (將領級)        | 상장 (上將)             | Генерал-полковник                  |               |                 |              |             | Адмирал                      |              |
| Генералы 장령급 (將領級)        | 중장 (中將)             | Генерал-лейтенант                  |               |                 |              |             | Вице-адмирал                 |              |
| Генералы 장령급 (將領級)        | 소장 (少將)             | Генерал-майор                      |               |                 |              |             | Контр-адмирал                |              |
| Старшие офицеры 좌관급 (佐官級) | 대좌 (大佐)             | Старший полковник                  |               |                 |              |             | Капитан-командор             |              |
| Старшие офицеры 좌관급 (佐官級) | 상좌 (上佐)             | Полковник                          |               |                 |              |             | Капитан 1 ранга              |              |
| Старшие офицеры 좌관급 (佐官級) | 중좌 (中佐)             | Подполковник                       |               |                 |              |             | Капитан 2 ранга              |              |
| Старшие офицеры 좌관급 (佐官級) | 소좌 (少佐)             | Майор                              |               |                 |              |             | Капитан 3 ранга              |              |
| Младшие офицеры 위관급 (尉官級) | 대위 (大尉)             | Капитан                            |               |                 |              |             | Капитан-лейтенант            |              |
| Младшие офицеры 위관급 (尉官級) | 상위 (上尉)             | Старший лейтенант                  |               |                 |              |             | Старший лейтенант            |              |
| Младшие офицеры 위관급 (尉官級) | 중위 (中尉)             | Лейтенант                          |               |                 |              |             | Лейтенант                    |              |
| Младшие офицеры 위관급 (尉官級) | 소위 (少尉)             | Младший лейтенант                  |               |                 |              |             | Младший лейтенант            |              |
| Сержанты 하사관급 (下士官級)    | 특무상사 (特務上士)     | Старший сержант особого назначения |               |                 |              |             | Старший мичман               |              |
| Сержанты 하사관급 (下士官級)    | 상사 (上士)             | Старший сержант                    |               |                 |              |             | Мичман                       |              |
| Сержанты 하사관급 (下士官級)    | 중사 (中士)             | Сержант                            |               |                 |              |             | Главный корабельный старшина |              |
| Сержанты 하사관급 (下士官級)    | 하사 (下士)             | Младший сержант                    |               |                 |              |             | Главный старшина             |              |
| Солдаты 전사급 (戰士級)         | 상급병사 (上級兵士)     | Старший ефрейтор                   |               |                 |              |             | Старшина 1 статьи            |              |
| Солдаты 전사급 (戰士級)         | 중급병사 (中級兵士)     | Ефрейтор                           |               |                 |              |             | Старшина 2 статьи            |              |
| Солдаты 전사급 (戰士級)         | 초급병사 (初級兵士)     | Младший ефрейтор                   |               |                 |              |             | Старший матрос               |              |
| Солдаты 전사급 (戰士級)         | 전사 (戰士)             | Рядовой                            |               |                 |              |             | Матрос                       |              |